# 태양 상수

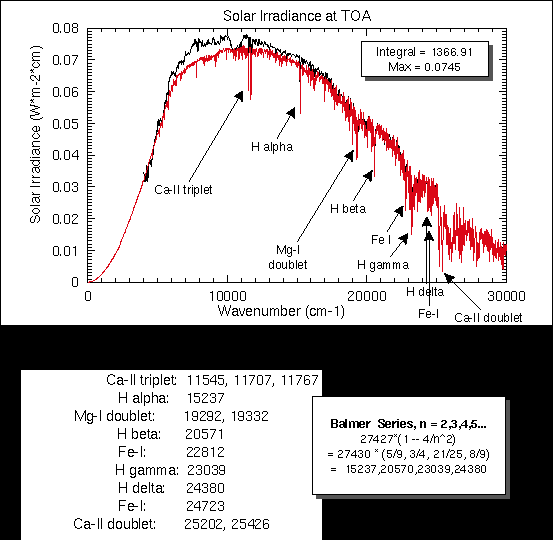
대기권 최상부에서의 태양 복사 조도를 파수와 비교하여 표시한 그림.

태양 상수(太陽常數, 영어: solar constant)는 선속 밀도의 값으로서, 1 천문단위(1 AU)의 거리에서 태양 전자기파(태양 복사 조도)의 평균을 전자기파 파면에 수직하는 단위면적으로 나눈 값이다. 태양 상수는 가시광선 뿐만 아니라 모든 종류의 태양 방사선을 포함하고 있다. 위성에서 측정한 태양 상수의 값은 태양활동 극소기에 대략 1 제곱미터당 1.361 킬로와트 (1.361 kW/m²)로 나타났고, 극대기에는 이보다 0.1% 큰 값으로 나타났다(1.362 kW/m²). 태양 "상수"는 CODATA의 물리 상수가 아니며, 이는 이 상수가 빛의 속력처럼 완벽히 변하지 않는 상수가 아님을 말한다. 태양 상수는 그저 연속적으로 변화하는 값의 평균에 불과하며, 지난 400년간 0.2% 내외로 변화하였다.

## 계산
태양 복사 조도는 지구 대기권 위에 위치한 위성에서 측정되며, 그 후 태양 상수의 값을 측정하기 위하여 태양 복사 조도의 측정값을 역제곱 법칙을 이용하여 조정한다. 평균 근사치는 대략 1.3608 ± 0.0005  kW/m²이며, 이는 분당 81.65 kJ/m²에 달하고, 또 "분당 1.951 cal/cm²" 또는 "분당 1.951 랭글리"로도 표현될 수 있다.
태양 방출량은 거의 고정되어 있다. 총 태양 복사 조도 (TSI) 값의 변화는 매우 작고, 인공위성으로 측정하기 이전의 기술로는 정확히 측정하기 어려웠다(1954년에 측정된 수치는 +/- 2%였다). 총 태양 방출량은 현재(11년 흑점 주기에 맞추어) 0.1%가량 변화한다고 여겨진다.

## 측정 역사
1838년, 클로드 푸이에는 최초로 태양 상수의 값을 추정하였다. 푸이에는 자신이 개발한 단순한 일조량계를 통해서, 태양 상수의 값을 대략 1.228 kW/m²로 추산하였고, 이는 현재의 값과 비슷하다.
1875년, 쥘 비올은 푸이에의 작업을 다시 시작하면서 자신이 몽블랑 산에서 만든 기구를 통하여 1.7 kW/m²라는 값을 추정해냈다.
1885년, 새뮤얼 피어폰트 랭글리는 휘트니 산에서 태양 상수를 측정하려고 시도하였으며, 여러 시간대에 값을 측정함을 통하여 대기에 의한 영향을 최소화하려고 하였다. 하지만 최종적으로 추정된 값은 현재의 값에 비해 오차가 큰 2.903 kW/m²였다.

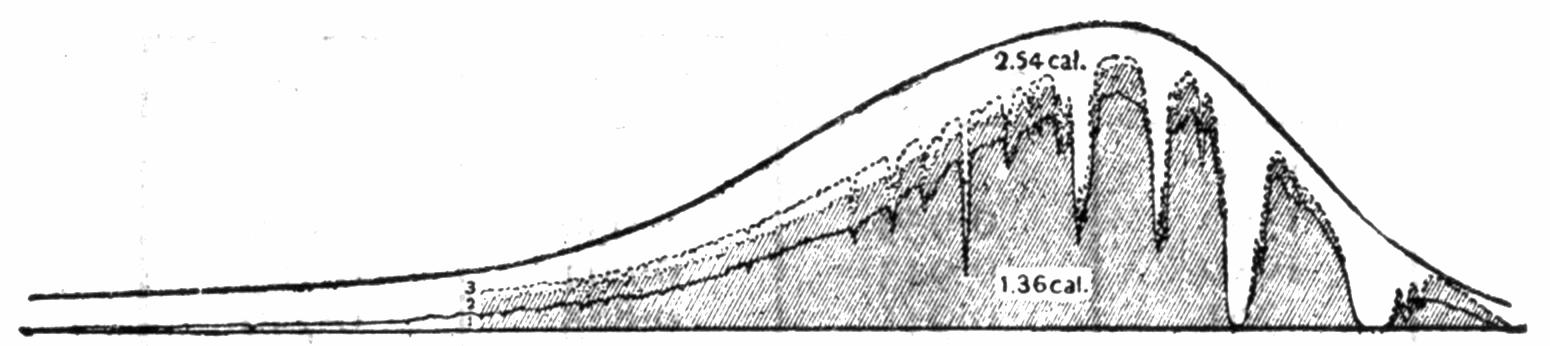
1903년 랭글리가 태양 상수를 2.54 cal/min/cm^{2}으로 잘못 추산한 기록.

1902년부터 1957년까지, 고도가 높은 지역에 설치된 찰스 애보트 및 다른 연구자들의 측정 기구들을 통하여 1.322 ~ 1.465 kW/m²라는 값을 찾아내었다. 애보트는 랭글리의 보정이 지구의 대기가 아니라 태양으로부터 기인하는 변화를 적용하지 못하였다고 하였고, 애보트 자신은 이 값을 1.89 ~ 2.22 칼로리(1.318 ~ 1.548 kW/m²)로 보았다.
1954년, 태양 상수의 값은 대략 2.00 cal/min/cm2 ± 2%로 추산되었고, 현재의 값보다 약 2.5% 낮았다.

## 다른 측정 값과의 관계

### 태양 복사 조도
대기권 최상부에서 지구에 직접 닿는 태양 복사 조도는, 지구의 공전에 따른 지구와 태양 간의 거리 변화에 따라 1년에 약 6.9% 정도로 계속해서 변동하며(1월 초에는 약 1.412 kW/m², 7월 초에는 약 1.321 kW/m²), 하루로 계산하면 0.1% 미만으로 변동한다. 따라서, 지구 전체(단면적 127,400,000 km2)에 대한 일률은 1.730×1017 W (또는 173,000 테라와트)이고, 변화 범위는 ±3.5%(1년 당 변동 범위인 6.9%의 절반)이다. 태양 상수는 긴 시간 동안에는 상수로 존재하지 않지만(태양 주기 참조), 1년 단위에서는 태양 상수의 변화량이 대기권 최상부에서 측정되는 태양 복사 조도의 변동값보다 적은데, 이는 태양 상수는 1 천문단위라는 고정된 거리에서 측정되지만, 태양 복사 조도는 지구와 태양 사이의 거리, 즉 지구의 이심률에 영향을 받기 때문이다.
지구는 자신의 단면적(π·RE²)에 따라 정해지는 양만큼의 복사열을 받지만, 지구의 자전에 따라 에너지는 표면 전체, 즉 총 겉넓이(4·π·RE²)로 분산되게 된다. 그러므로, 지구로 오는 태양 복사열의 평균은 복사광이 접근하는 각도와, 어느 순간에나 행성의 반쪽은 아무런 복사열을 받지 못하고 있다는 점을 고려하여야 하고, 이를 고려한 복사열의 평균은 태양 상수의 4분의 1(340 W/m²)이다. 지구의 표면에 도달하는 복사열의 양(일조량)은 대기권의 영향으로 감소되며, 감소량은 약간씩 변동한다. 언제나, 지구 표면에서 받는 태양 복사열은 대기의 상태, 태양의 고도(시각), 해당 지점의 위도의 영향을 받는다.

### 겉보기 등급
태양 상수는 가시광선뿐만 아니라 태양 전자기파의 모든 파장을 포함하고 있고(전자기 스펙트럼 참조), 이는 분명히 태양의 겉보기등급과 관련이 있다(태양의 겉보기등급은 약 -26.8등급이다). 태양 상수와 태양의 등급은 각기 태양의 밝기를 표현하는 방법이지만, 겉보기 등급은 태양의 가시광 대역 방출량만을 기준으로 한다.

### 태양 광도
태양에서 보이는 지구의 시직경은 약 1/11,700 라디안 (18 각초)이고, 이는 태양에서 보이는 지구의 입체각이 약 1/175,000,000 스테라디안임을 말한다. 따라서, 태양은 지구에 도달하는 복사열보다 약 220억 배 더 많은 열(3.86×1026 W)을 방출하고 있으며, 이는 보통 태양 광도라고 부른다.

## 과거의 태양 복사 조도 변동
우주에서의 태양 복사 조도 관측은 1978년에 시작되었고, 측정 결과는 태양 상수가 불변이 아님을 보여주었다. 태양 상수는 11년 주기의 태양 주기에 따라서 변화한다. 시간을 거슬러 올라가기 위해서는, 지난 400년간의 흑점 기록이나 10,000년 간의 우주기원 방사성핵종 기록을 통하여 당시의 복사 조도량을 복원해내야 하고, 이 복원 작업을 통해서 태양 복사 조도의 변동은 분명한 주기성을 띄고 있다는 것이 밝혀졌다. 해당 주기는 11년(슈바베 주기), 88년(글리스베르그 주기), 208년(드 브리스 주기), 1000년(에디 주기)이다.

## 대기 상태에 따른 변화
아무리 구름이 끼지 않고 맑은 날씨라고 하여도, 태양 에너지가 부분적으로 반사되고 대기에 흡수됨에 따라 대략 75%의 태양 에너지가 실제로 지구의 표면에 도달한다. 만약 옅은 권운이 낀다면 50%까지 값이 내려가며, 두터운 권운의 경우에는 이 값이 40%까지 감소한다. 따라서 표면에 도달하는 태양 에너지의 양은 구름이 끼었을 때 550 W/m², 맑은 하늘일 때 1025 W/m² 정도이다.

## 같이 보기
| - 햇빛 - 태양풍 - 복사압 | - 태양계의 형성과 진화 - 태양의 일생 - 항성진화 |